# Холиямб
Холия́мб (др.-греч. χωλίαμβος, «хромой ямб»), также ска́дзон (др.-греч. σκάζων) — шестистопный ямб со спондеем или трохеем на последней стопе.
В отличие от общераспространённого ямбического триметра, это был сравнительно малоупотребительный размер, с отчётливой специфической окраской. Холиямб изобрел Гиппонакт в VI в. до н. э. для своих сатирических инвектив; в эпоху эллинизма его возродила моралистическая поэзия Каллимаха, Феникса и др.; в последующую эпоху он употреблялся почти исключительно в мелких эпиграммах. Самое обширное произведение в холиямбах, дошедшее до нас — сборник басен Бабрия.
Пример: {\displaystyle M{\breve {i}}s{\bar {e}}r~C{\breve {a}}t{\bar {u}}ll{\breve {e}},~d{\bar {e}}s{\breve {i}}n{\bar {a}}s~{\breve {i}}n{\bar {e}}pt{\bar {i}}r{\breve {e}}} (Катулл).